# Сідехара Кідзюро
Барон Кідзюро Сідехар (яп. 幣原 喜重郎; нар. 13 вересня 1872, Кадома — пом. 10 березня 1951, Токіо) — японський політичний діяч, помітний дипломат міжвоєнного періоду, а також 44-й прем'єр-міністр Японії з 9 жовтня 1945 по 22 травня 1946 року. Він був затятим прихильником пацифізму в Японії, як до так і після Другої світової війни. Крім того він був останнім прем'єр-міністром, який входив до складу кадзоку. Його дружина, Масако, була четвертою дочкою Івасакі Ятаро — засновника дзайбацу «Міцубісі».